# Claude Durix
Œuvres principales
- Célébration de l’œil (1963)
- Cent clés pour comprendre le zen (1976, rééd. 1991)
- Le Sabre et la Vie (1985, rééd. 1997)
- Norbert Calmèls, histoire d'une amitié (1986)

 (octobre 2021).
Claude Durix, né le 19 août 1921 à Villeneuve-l'Archevêque (Yonne) et mort le 23 juin 2012 à Tétouan (Maroc), est un ophtalmologue français, écrivain spécialiste du Japon, en particulier du bouddhisme zen et de la calligraphe.

## Biographie
« Né dans une vieille famille de daïmyôs gaulois du Pays Éduen » (comme il le dit dans l'un de ses ouvrages), il s'installe à Casablanca au Maroc, son pays d'adoption, pour exercer son métier de chirurgien ophtalmologiste pendant plus de trente ans, de 1950 à 1986.
Passionné par le Japon et sa culture, iIl pratique les arts martiaux depuis 1945, et totalise douze grades de ceinture noire : 4e dan de kendo , 3e dan de judo , 3e dan de iaidō , 2e dan d'aïkido. Il participe comme combattant à trois championnats du monde de kendo, à Tokyo en 1970, à Los Angeles, avec sa fille (2e dan de kendo), en 1973, à Londres en 1976. Il est l'un des fondateurs de l'Union africaine de judo et de la Fédération internationale de kendo. 
À son premier voyage au pays du Soleil levant, en 1956, il découvre le bouddhisme zen au temple du Manpuku-ji, près de Kyoto. Le supérieur, Sengoku rôshi, devient son ami.
Bien que de confession catholique, il ne trouve pas sa religion incompatible avec le zen. Il est ainsi amené à présenter à travers des conférences et des films ce courant du bouddhisme au Maroc, ce qui est une première sur le continent africain[réf. souhaitée]. Il projette ainsi Zen, Hymne à la Vie, premier film réalisé sur la vie des moines zen[réf. nécessaire], qu'il a créé en collaboration avec Sengoku rôshi. Et surtout, il fonde des dojos zen, d'abord à Casablanca, puis à Rabat et à Marrakech.
À la mort de son maître et ami, Sengoku rôshi, en 1971, il rencontre à Paris Taisen Deshimaru , et devient moine zen, « dendôshi » 伝道師 (chargé de la transmission de la Voie)[réf. nécessaire] et vice-président de l'Association zen internationale. Mais, insatisfait des orientations prises par l'association, il démissionne en avril 1981 de tous ses titres et fonctions pour se séparer définitivement de l'AZI, un an exactement avant la mort de Taïsen Deshimaru.
Ainsi, en union avec des groupes du Maroc, de France, d'Espagne, de Suisse, d'Allemagne, il pratique un zen plus pur, plus dépouillé, plus œcuménique et se consacre plus que jamais, sans arrière-pensées, sans esprit de profit, sans exclusivité pour personne, à Zazen, la méditation assise du zen.

### Famille
Fils d’Alphonse Durix (1895-1950), général de brigade, et d’Anne-Marie Ménétrier (1895-1981), il est l’aîné de deux enfants. Il épouse le 19 mai 1945, à Lyon, Suzanne Micolier († 2008), avec qui il aura deux enfants : Charles († 2014) et Claude-Marie.
Pierre Durix et sa femme sont tous deux inhumés au cimetière Moujahidine de Tanger.

## Œuvre
Claude Durix est l'auteur de nombreux ouvrages traitant de l'œil, des arts martiaux, du bouddhisme zen et de sa grande amitié avec Norbert Calmels. Il préface deux ouvrages de Pierre Delorme, disciple et élève de Kendo: Dojo le temple du sabre et Iaïdo le tranchant du sabre.

## Publications
- Célébration de l'œil. Éditions Robert Morel, 1963.
- Notre ami commun. Éditions Robert Morel, 1963. (Ouvrage sur Norbert Calmels)
- Cent clés pour comprendre le zen (préface de Taisen Deshimaru), Guy Trédaniel-Le Courrier du livre, Paris 1976, rééd. 1991  (ISBN 2-7029-0029-1).
- Zen : ni lotus ni robots, Guy Trédaniel, 1981  (ISBN 978-2-2040-1729-9).
- Zen ou L'esprit de l'eau courante et du rayon de lune, Guy Trédaniel, 1984  (ISBN 2-85-707-138-8).
- Zen ou comment nourrir le bébé-tigre. Guy Trédaniel, 1984,  (ISBN 2-85707-137-X) (BNF 34959476).
- Le sabre et la vie : chronique d'un combat pour l'unité de l'être, Guy Trédaniel, 1985, rééd. 1997  (ISBN 2-85-707-176-0).
- Zen : être intime avec son âme, Guy Trédaniel, 1986  (ISBN 978-2-85707-183-9).
- Norbert Calmels, histoire d'une amitié, Guy Trédaniel, 1986
- Zen ou Comment passer sur l'autre rive, Guy Trédaniel, 1987,  (ISBN 978-2-8570-7251-5).
- Le mystère de l'œil, Guy Trédaniel, 1990 (ISBN 2-85-707-000-0) édité erroné (BNF 35074808).
- Zen éternel pèlerinage : nouvelles formes d'enseignement du zen, Guy Trédaniel, Éditions de la Maisnie, Paris, 1990  (ISBN 2-85-707-360-7).
- Le Vieux Maître et l'écologie, Guy Trédaniel, 1991  (ISBN 2-85707-453-0).
- Évidences ou L'éveil en instance, Guy Trédaniel, 1992  (ISBN 978-2-85707-474-8).
- Les temps sont durs... mais la lumière est en nous, Éditions Le Fennec, 1994  (ISBN 2-910297-27-6).
- Le Potier de Kyôto. Kawaï Kanjiro. Les Belles Lettres, 1999,  (ISBN 2-251-49009-4). Prix Eugène-Colas, décerné par l'Académie française, 2000.
- De la Gaule au Japon par les chemins de Dieu (récit), Éditions du Cerf, Paris 1999  (ISBN 2-204-06302-9) Prix Eugène-Colas de l'Académie française, 2000. (Deux ouvrages de C. Durix ont reçu ce prix en 2000.)
- Écrire l'éternité : l'art de la calligraphie chinoise et japonaise, Les Belles Lettres, 2000  (ISBN 2-251-49013-2).
- Le Maroc et le saint : Abd as-Salâm le serviteur de la paix, Éditions du Cerf, 2000  (ISBN 978-2-2040-6553-5).
- L'âme poétique du Japon. Yamato uta, le chant du Yamato Les Belles Lettres, 2002,  (ISBN 2-251-49016-7).
- Le maître de zen. Parole et silence, Les Belles Lettres, 2002  (ISBN 2-251-44217-0).
- Les traces de nos pas sur le sable, Éditions Elzévir, 2009  (ISBN 978-2-8114-0150-4).
- La disponibilité, du caillou à Dieu : essai, Éditions Elzévir, 2010  (ISBN 978-2-8114-0309-6).
- Être médecin : autobiographie, Éditions Elzévir, 2011  (ISBN 978-2-8114-0560-1).

## Discographie
- Japon médiéval (45 tours, 1962). Textes enregistrés par Claude Durix et Pierre Rambach, musique de cour de type genjoraku LD393
- Célébration de l'œil. Lyon, SODER (s.d.)

## Filmographie
Zen, Hymne à la Vie, premier film sur la vie des moines zen[réf. nécessaire], réalisé avec Sengoku Rôshi.

## Distinctions
- Officier de la Légion d’honneur (décret du 3 avril 1980)
- Croix de guerre 1939-1945
- Grand officier de l'ordre du Ouissam alaouite (Maroc)